# Ахигбе, Майк
Майк Ахигбе (англ. Mike Akhigbe; 29 сентября 1946, Etsako Central, Эдо — 28 октября 2013) — нигерийский государственный и военный деятель. Бывший вице-адмирал военно-морских сил Нигерии.

## Биография
Родился 29 сентября 1946 года в Фугаре, клан Авиаву, в центральном районе местного самоуправления Эцако штата Эдо. С 1961 по 1965 год получал образование в англиканской гимназии Афенмай в Игарре. Де-факто занимал должность вице-президента Нигерии (в качестве начальника Генерального штаба) при правлении генерала Абдусалама Абубакара с июня 1998 по май 1999 года, когда военное правительство было свергнуто и заменено Четвёртой Нигерийской республикой. С 1994 по 1998 год занимал должность начальника военно-морского штаба, который является самым высокопоставленным офицером военно-морских сил Нигерии. С 1986 по 1988 год являлся военным губернатором штата Лагос, а с 1985 по 1986 год был военным губернатором штата Ондо.